# Tom Sawyer (film fra 1917)
Tom Sawyer er en amerikansk stumfilm fra 1917 af William Desmond Taylor.

## Medvirkende
- Jack Pickford som Thomas Tom Sawyer
- George Hackathorne som Sid Sawyer
- Alice Marvin som Mary Sawyer
- Edythe Chapman som Tante Polly
- Robert Gordon som Huckleberry Finn